# Diamantiditurm
Diamantiditurm (také Westliche Latemarspitze, Großer Latemarturm nebo zastarale Latemar-Hauptturm, italsky Torre Diamantidi nebo Cimon del Latemar) je se svou nadmořskou výškou 2842 m n. m. nejvyšší bod masivu Latemar v italských Dolomitech.

## Poloha a okolí
Skalní věž Diamantiduturm se nachází na hlavním hřebeni Latemaru, který zde tvoří hranici mezi autonomními provinciemi Jižní Tyrolsko na severu a Trentino na jihu. Je jednou z východních latemarských věží (Campanili del Latemar) mezi žlebem Diamanti na západě a 2650 m vysokým vrcholem Große Latemarscharte (Forcella Grande) na východě. Směrem na sever se hora svažuje ve strmých, přibližně 700 m vysokých skalních stěnách k rozsáhlým suťovým svahům Rotlahnu. Na mnohem plošší jižní straně nad Valsordou, bočním údolím Fleimstalu, převažují suťové a škrapové terény. Stejně jako celý Latemar je i Diamantiditurm tvořen zřetelně vrstevnatým schlernským dolomitem a výrazné strže a rokle na úbočí hory jsou z velké části způsobeny silně erodujícími vyvřelinami.

## Základny a cesty
Jižní úbočí Diamantiditurmu překračuje ve výšce asi 2600 m značená turistická stezka a o něco výše ferrata Campanili del Latemar (obtížnost B/C), odkud se lze na vrchol hory dostat bez obtíží po ferratových cestách.
Výchozími body pro tuto túru jsou Obereggen, místní část obce Deutschnofen, Reiterjoch (1983 m), rekreační osada Karersee v obci Welschnofen nebo Karerpass (1745 m). Jedinou horskou chatou v oblasti je Rifugio Torre di Pisa (též Latemarhütte, 2671 m). Dále se zde nacházejí také dvě bivakovací chaty, Bivacco Rigatti (2620 m) na Große Latemarscharte a Bivacco Latemar A. Sieff (2365 m) jižně od Diamantiditurm.

## Historie
Na Diamantiditurm poprvé vystoupil augsburský horolezec Gustav Euringer. Euringer předtím v roce 1884 vystoupil na 2800 m vysokou Latemarspitze a považoval ji za nejvyšší bod masivu Latemar. Poté, co si odtud uvědomil svůj omyl, rozhodl se vystoupit na věž Diamantiditurm, což se mu nakonec podařilo 17. srpna 1885 s horským vůdcem Giorgiem Bernardem z Obereggenu jižním úbočím. Dne 15. července 1892 Demeter Diamantidi v doprovodu průvodců Petera Krottera a Antona Dejoriho jako druhý dosáhl vrcholu hory. Na rozdíl od Euringera však dosáhl vrcholu ze severu strmým ledovým žlebem západně od věže, který je od té doby znám jako Diamantidikamin nebo Diamantidirinne. Následně byla hora známá do té doby jako Latemarská hlavní věž pojmenována po Diamantidiovi.

## Galerie

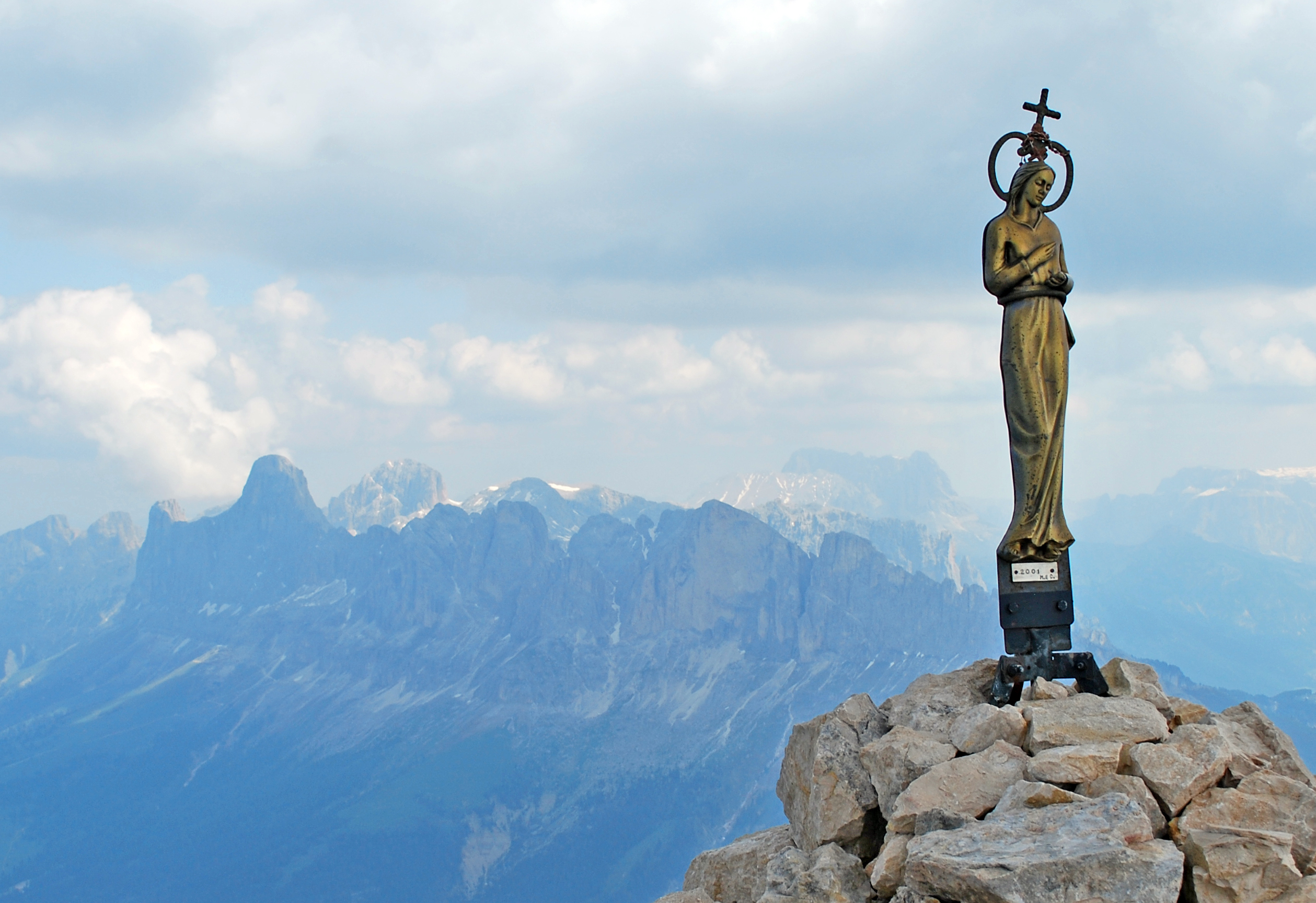
socha Panny Marie na vrcholu
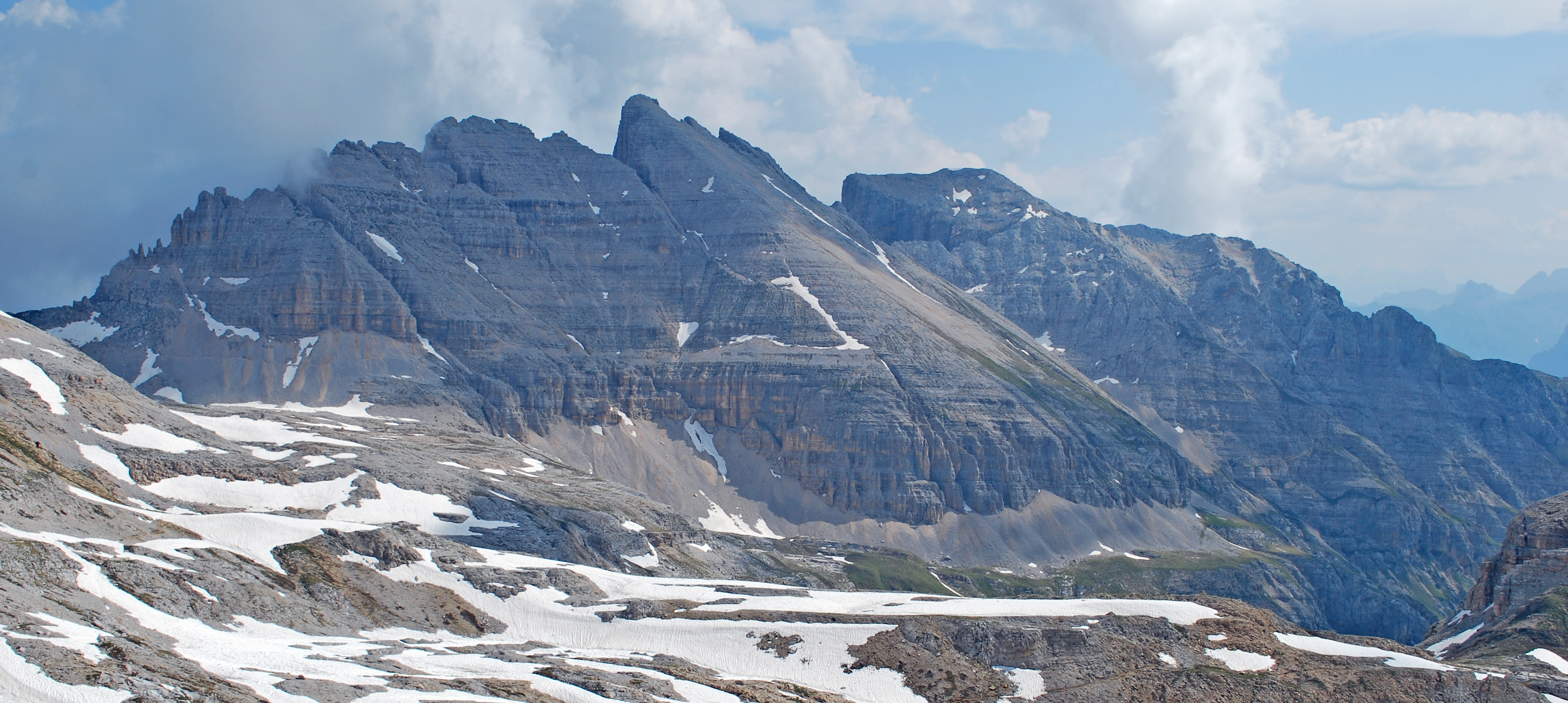
Hlavní hřeben Latemaru od jihozápadu. Uprostřed obrázku Diamantiditurm
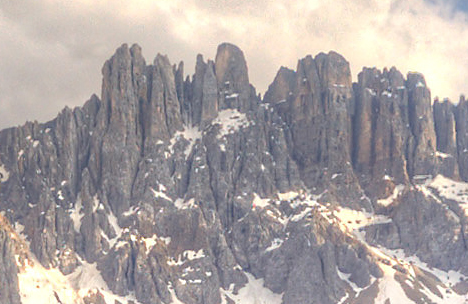
Latemarské věže s věží Diamantiturm (uprostřed) od severu
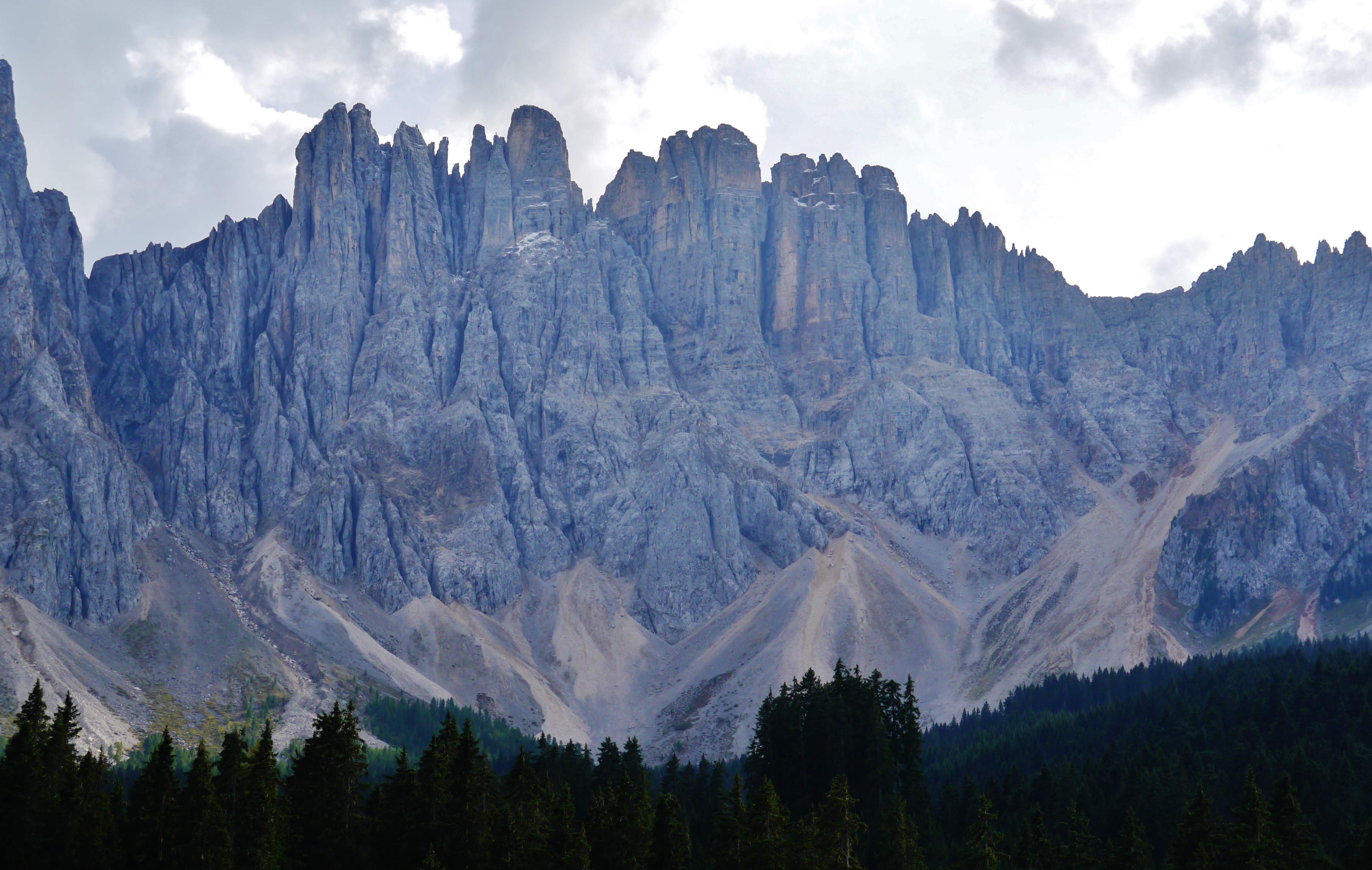
masiv Latemar s Diamantiturm (uprostřed)
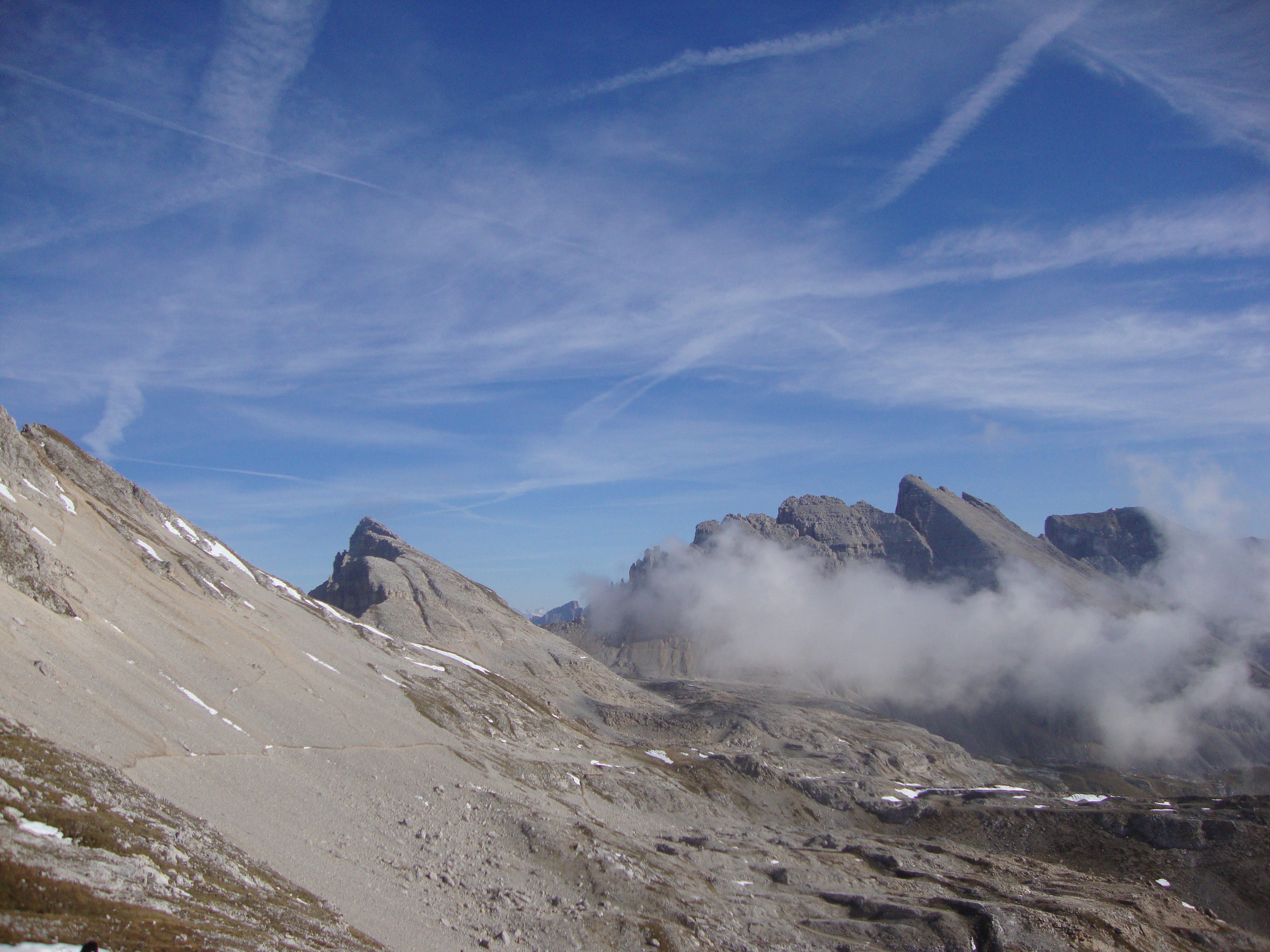
panorama Latemaru